# Colegiata de San Pedro de Cervatos
Para ver otras colegiatas bajo la misma advocación, véase Colegiata de San Pedro.
La colegiata de San Pedro de Cervatos es un templo católico de estilo románico situado en Cervatos, en el extremo oriental de la sierra de Híjar y en el municipio de Campoo de Enmedio (Cantabria, España).

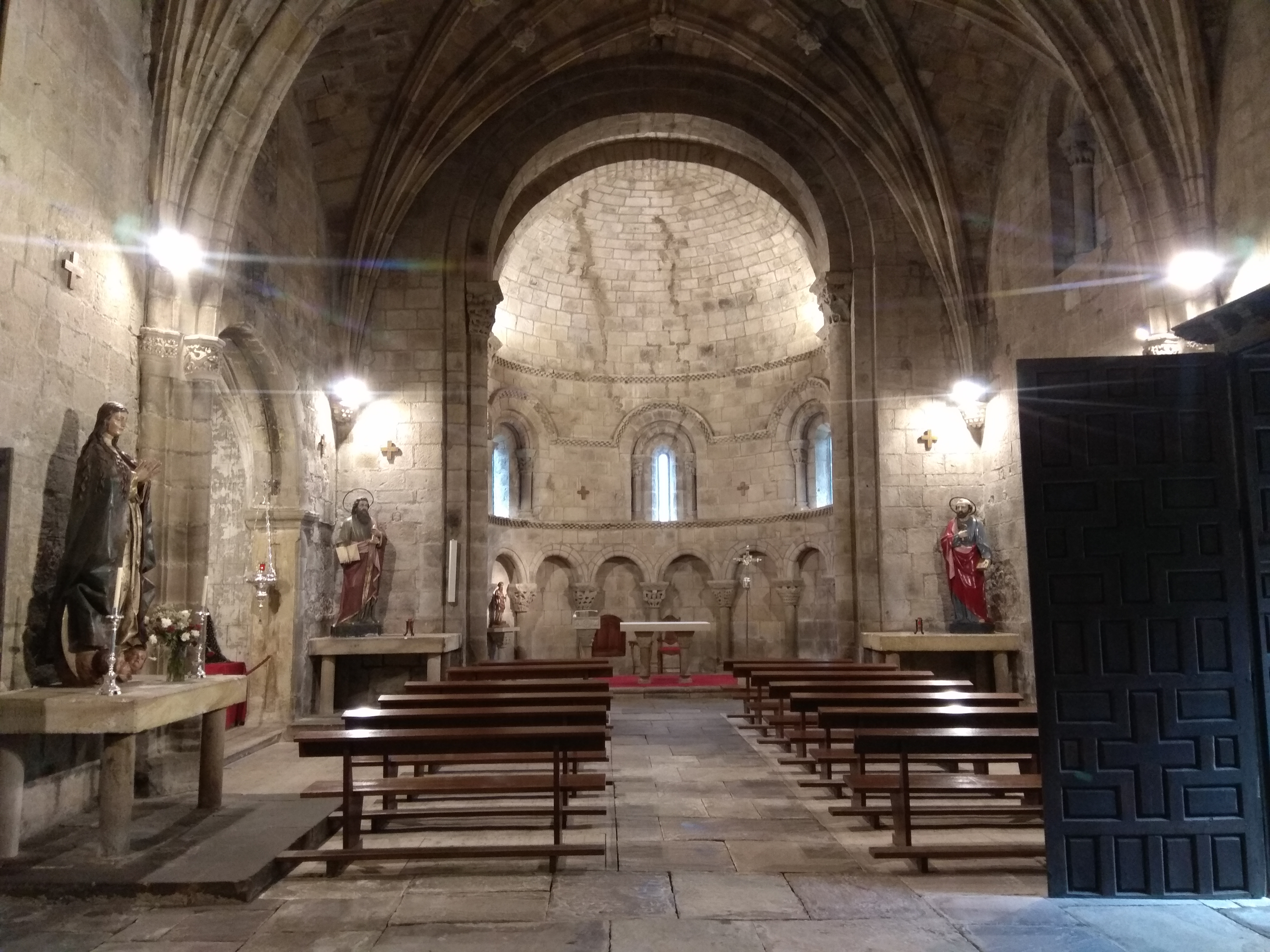
Nave central y ábside. La arquitectura más pura de este templo se encuentra en el arco triunfal y en el ábside. Las bóvedas de la nave han sido muy modificadas, siendo reconstruidas muy posteriormente a la edificación románica

## Historia
Según María Eálo, existía como monasterio desde el siglo IX debido a que «Sancti Petri de Cervatos» es citado, junto con el nombre del abad en la carta testamento del rey Ramiro I de Asturias, de 853. Posteriormente, aparece en el fuero de Cervatos, otorgado por los condes de Castilla Sancho García y Urraca Gómez, en el que donan pueblos y posesiones a la abadía para que en la iglesia se entierre a su hijo Fernando: «Et pro filio nostro Fernando quem tumulavimus in aula Sanctorum Petri et Pauli». La autenticidad de este fuero fue puesta en duda por Gonzalo Martínez Díaz, debido a los anacronismos presentes en él y al para él desconocido hijo Fernando. Opinión que comparte Manuel Zabalza Duque, con análogos argumentos, Luciano Serrano y Sánchez-Albornoz. Por contra, están a favor de su validez Pérez de Urbel (aunque «corrompido y adulterado»), López Mata, Ángel de los Ríos y Mateo Escagedo.
De las fechas presentes en las inscripciones existentes a la derecha de la puerta de entrada se deduce que la iglesia fue construida en la era de 1167 (año 1129) y que en la era de 1237 (año 1199) fue consagrada por el obispo Marino, con Martín como abad. De esta fecha también se considera que es la torre, de características propias de finales del siglo XII. Según Encarnación Martín López, las diferencias epigráficas entre ambas inscripciones muestran el comienzo de la decadencia del monasterio durante el siglo XIII.
Entre ambas fechas, el 4 de diciembre de 1186, los reyes Alfonso VIII de Castilla y su esposa Leonor Plantagenet intercambian el monasterio por el de Santa Eufemia de Cozuelos, de la catedral de Burgos. A partir de entonces pasa a ser colegiata, hasta 1851.

### Monumento nacional
El 8 de agosto de 1895 fue declarada monumento nacional por el ministro de Fomento.

## Descripción
Según los epígrafes que se leen en uno de los lados de su portada, la iglesia fue construida hacia el año 1129 y dedicada por el obispo de Burgos, Marino, en 1199. Inicialmente era un monasterio, fundado por el conde Sancho García en el año 999, y más tarde fue convertido a colegiata, por lo que su dominio se extendió por gran parte de Cantabria y con posesiones en las actuales provincias de Palencia y Burgos.
La iglesia es de nave única con ábside, torre en el imafronte y diversas dependencias en su lado septentrional: sacristía, capillas del Cristo y bautismal. Aunque el estilo del templo concuerda con el de la fecha de construcción, el edificio fue reformado en varias ocasiones en siglos posteriores. Así, la torre es de finales del siglo XII, entre los siglos XIII y XIV se agregaron diversas dependencias y el baptisterio, y en el siglo XVI se modificó la cubierta de la nave y de la capilla del Cristo.
El edificio es de nave única con ábside y portada. En él destaca su delicada escultura, entre la que resalta, excepcionalmente en el románico de Cantabria, el tímpano y dintel de tracería. Los frisos van decorados con un bello juego de vástagos vegetales y hojas entrelazadas a modo de ataurique. En las enjutas hay diversos relieves incrustados con temas bíblicos como Daniel entre los leones, Adán y Eva, San Miguel Arcángel, etc. Destacar también los capiteles de las arcadas y arcos torales del ábside, así como los canecillos que coronan los muros y la portada con multitud de temas, entre los que destacan los de temática erótica que constituyen el mejor ejemplo de motivos obscenos de este periodo en España.
Su interior alberga tallas barrocas entre las que destacan un Cristo y una Inmaculada atribuidas al taller de Gregorio Fernández y un cuadro de la Virgen de la Antigua con donantes.
El cuadro muestra a la Virgen de la Antigua, en actitud de bendecir con su mano derecha y con el niño Jesús en el brazo izquierdo, coronada por la Santísima Trinidad. A los pies de la Virgen figuran los donantes y en los laterales la representación de ocho santos: en el lado izquierdo, de arriba abajo, santo Domingo, san José con el Niño, san Juan Bautista y san Pedro; y en el lado derecho, San Francisco, un santo franciscano (posiblemente san Diego de Alcalá), san Juan Evangelista y san Pablo. El cuadro es, posiblemente, de inicios del siglo XVII y, seguramente, fuera enviado por algún indiano desde México como ofrenda por algún don o favor recibido.

### Cabecera

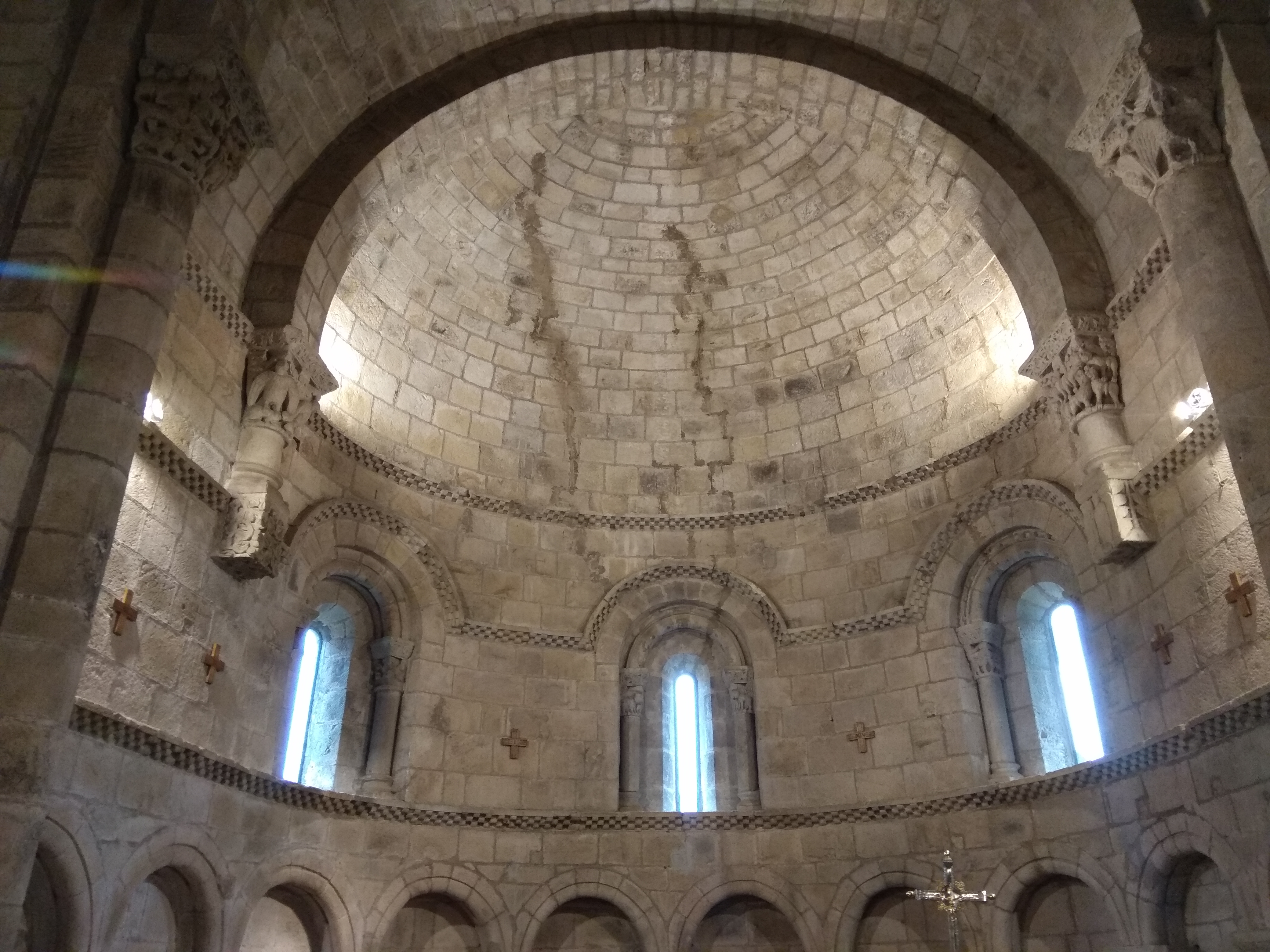

La cabecera, compuesta por el presbiterio y el ábside, es la original románica, así como el arco triunfal. Su muro está dividido en dos cuerpos, con tres ventanas en el superior.
El presbiterio es recto y estrecho, con bóveda de cañón. Del lado de la nave, el arco triunfal, doble y de medio punto. Y del del ábside, un arco fajón apoyado sobre dos columnas bajas que apoyan sobre sendas ménsulas decoradas.
El ábside es de planta semicircular, con bóveda de horno, según Eálo «algo cónico»..

#### Interior
En el interior, las bóvedas están separadas del muro por una imposta ajedrezada. La misma decoración se repite como chambrana de las tres ventanas y para separar los dos cuerpos del muro, a unos 3 m de altura. En el cuerpo inferior, diez arcos ciegos, de medio punto, con arquivolta de baquetón y capiteles decorados con diferentes motivos. Arquerías similares están presentes en cabeceras románicas de Cantabria y Castilla.

#### Exterior

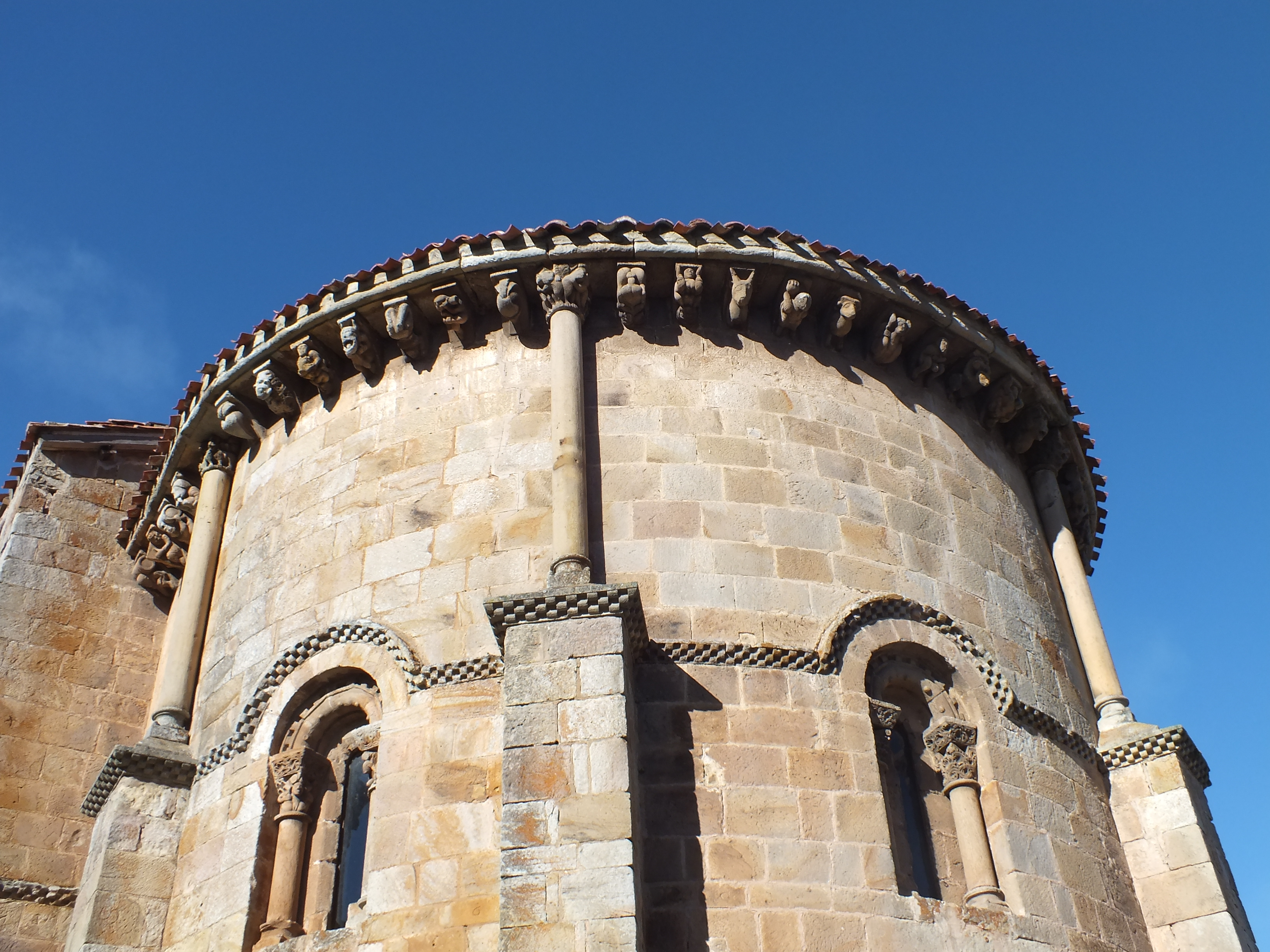

En el exterior, cuatro contrafuertes se elevan hasta unos 5 m de altura. Cada una de las tres ventanas está centrada entre cada par de contrafuertes y la parte superior de ellas está orlada con una chambrana ajedrezada que se prolonga hasta la parte superior de los contrafuertes y más allá de ellos hasta la nave. Por encima de los contrafuertes y de los billetes, cuatro columnas hasta la cornisa. Por debajo de la cornisa, 35 canecillos y 4 capiteles decorados.

### Torre
La torre, prismática y de planta cuadrada, tiene una altura de 20,15 metros y se encuentra adosada al muro occidental de la nave, en su parte septentrional. En ella se distinguen tres tramos, separados entre sí por impostas, en el que el inferior es el de mayor tamaño. En este tramo los muros son ciegos a excepción de una sencilla ventana hacia la nave.
El tramo intermedio dispone de arcaduras ciegas de arcos apuntados, de tres en los muros septentrional y meridional y de dos arcos en el muro occidental. En el muro oriental hay dos ventanas independientes, con una campanil neoclásica entre ambas. En el tramo superior, hay dos arquerías perforadas en cada muro. Los arcos de luz son apuntados, como en el tramo intermedio y los exteriores, de medio punto. Las del muro este, como en el tramo intermedio, son campaniles y del siglo XVII.
En estos dos tramos algunas de las esquinas están sustituidas por columnas, como en el cimborrio de la colegiata de Santillana del Mar y otras torres románicas cántabras y palentinas.

### Nave
La iglesia es de nave única con tres tramos, que conserva sus muros originales, no así su cubierta. La original fue sustituida en el siglo XIV o inicios del XV.  Cada tramo de la nave posee una bóveda de crucería con terceletes, ligaduras y diagonales.
A lo largo de los muros septentrional y meridional y bajo la cornisa, se encuentran 24 canecillos decorados en cada uno de ellos.

#### Portada

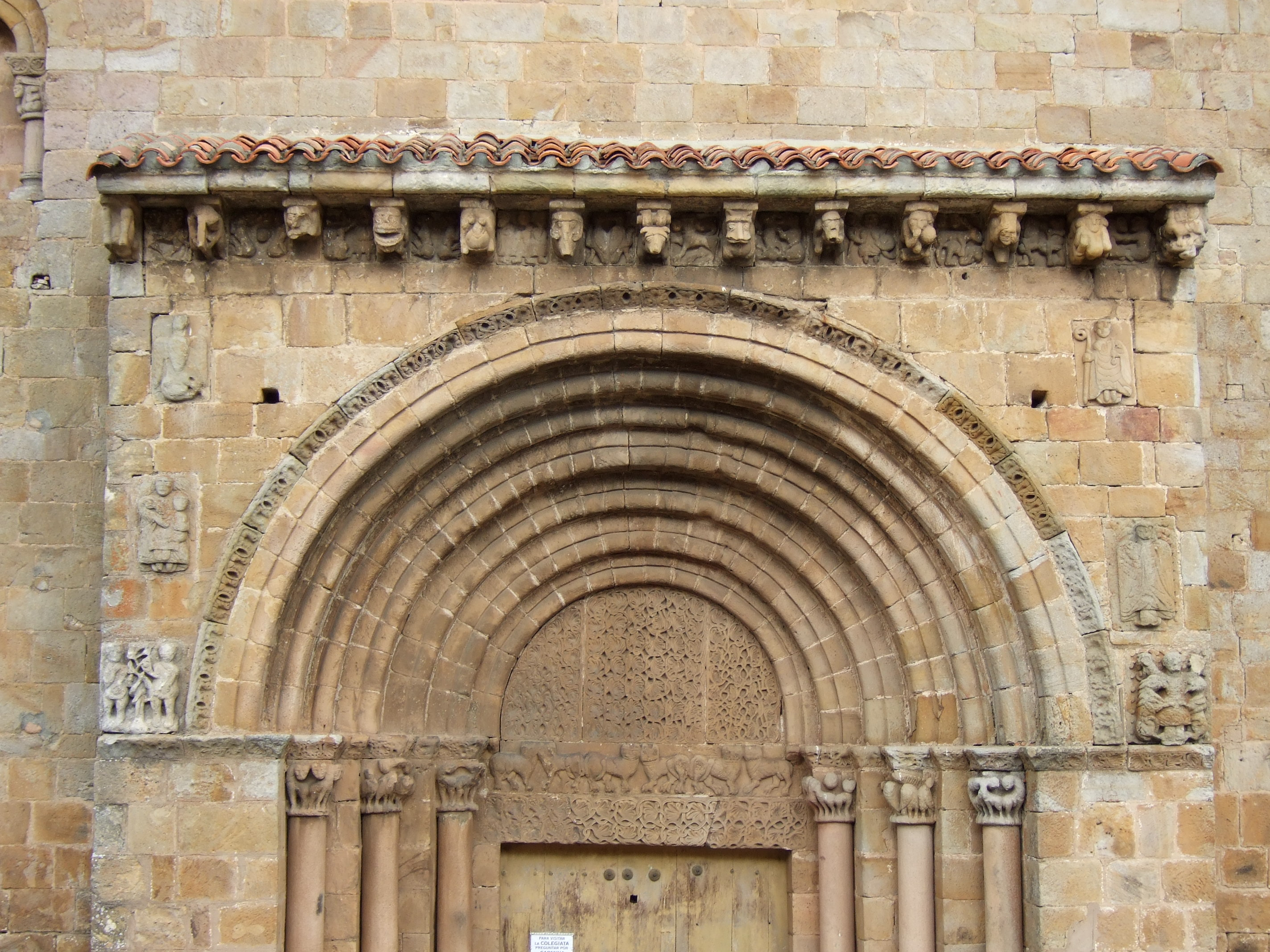

La portada, abocinada, se encuentra localizada en un arimez rematado con tejaroz en el muro meridional de la nave.  Tiene siete arquivoltas de baquetones y de medio punto,  con una chambrana decorada con palmetas envueltas en tallos entrelazados. Arquivoltas y guardapolvo descansan sobre un cimacio decorado con palmetas entre tallos entrelazados que continúa al exterior a modo de imposta. Bajo el cimacio, tres pares de columnas y pilastras entre ellas. Los capiteles de las columnas están decorados con parejas de animales, leones, en las parejas exteriores e interiores, y aves, posiblemente águilas, en el par intermedio. De fuste liso, las columnas tienen sus basas áticas que apean sobre plintos de poca altura y sendos bancos.
Sobre el conjunto, el tejaroz que se apoya sobre trece canecillos esculpidos, con doce metopas también esculpidas, intercaladas entre ellos.
Lo más sobresaliente de la portada son el tímpano y los dinteles. El tímpano y el dintel inferior están labrados con un motivo vegetal idéntico: palmetas
entrelazadas con tallos. El tímpano está formado por tres placas verticales que se apoyan sobre el dintel superior donde se muestran seis leones enfrentados dos a dos por sus cabezas. Bajo este dintel, el mencionado anteriormente con dos filas de palmetas en sus caras exterior e inferior. 
En el exterior de la portada, en las enjuntas, existen seis relieves cincelados, tres en cada enjunta. En la occidental, de arriba abajo, se disponen el arcángel san Miguel venciendo al dragón, la Virgen con el Niño y Adán y Eva de pie separados por el árbol de la vida con la serpiente. En conjunto, estas tres escenas, comunes en el Románico, significan el triunfo del Bien sobre el Mal: Eva comete pecado debido a la serpiente y otra mujer, la Virgen María, engendra a Jesucristo, vencedor del pecado, victoria representado por el arcángel Miguel clavando su lanza en el dragón. Esta escena también se encuentra en la ménsula septentrional de las dos sobre las que se apoya el arco fajón entre el presbiterio y el ábside.
En la oriental, en la parte superior, un prelado con el báculo de abad y una llave sobre el pecho, comúnmente identificado como san Pedro; en el centro, un ángel, un serafín o un querubín; y en la parte inferior, el profeta Daniel entre los leones.
La escena de Daniel con los leones, que también simboliza el triunfo del Bien sobre el Mal, también se encuentra en un capitel ubicado del segundo cuerpo de la torre, en su pared septentrional. A diferencia del de la portada en esta, Daniel estaría sentado, no de pie y con las manos unidas delante del pecho en actitud de oración, no levantadas. Y los leones le lamerían los pies, no el tronco. La figura del prelado, según Jesús Herrero, se correspondería con la del obispo san Nicolás de Bari. Idéntica representación a esta se encuentra en un extremo de un capitel del interior. En el otro extremo del capitel aparece una representación de la lujuria: dos serpientes mordiendo ambos pechos de una mujer. Y en el centro del capitel, separando ambas figuras, tres cabezas de mujer descubiertas, alineadas verticalmente, que representan a las tres hermanas solteras vecinas de los padres del obispo que este salva de la prostitución.

##### Epigrafía
Existen dos inscripciones latinas en la portada. La más antigua, una monumentum aedificationis, se encuentra en la pilastra intercolumnar externa oriental, en seis líneas ocupando tres sillares en vertical:
| CIHM 5, 72                  | García Guinea (2021, p. 1171)   | de Assas (1857, p. 58)         |
| --------------------------- | ------------------------------- | ------------------------------ |
| F †ERA T CL XV II IIA NS ST | F † ERA. M CL· XV II. IIA NS ST | F HERA T CLXV II. II A CÑS S T |

No existe discusión en la presencia de F[ACTA] y de ERA, ni del valor de la misma, MCLXVII, correspondiente al año 1129. Lo que unido a las características del templo, de inicios del siglo XII hace que se interprete 1129 como la fecha de construcción del mismo, sin la torre.
La inscripción contiene tanto escritura visigótica como carolina, con trazas simétricas y el soporte epigráfico fue adecuadamente preparado.
La otra, una consecratio, se encuentra sobre el machón oriental de la puerta, en tres líneas ocupando tres sillares en horizontal y dice lo siguiente:

ERA MCCXXX VII IDUS NOV (em)BRIS 
DEDICAVIT ECCL(esi)AM S(an)C(t)I PETRI MARINI
EP(i)S(copo) IN DIEBUS MARTINI ABATIS

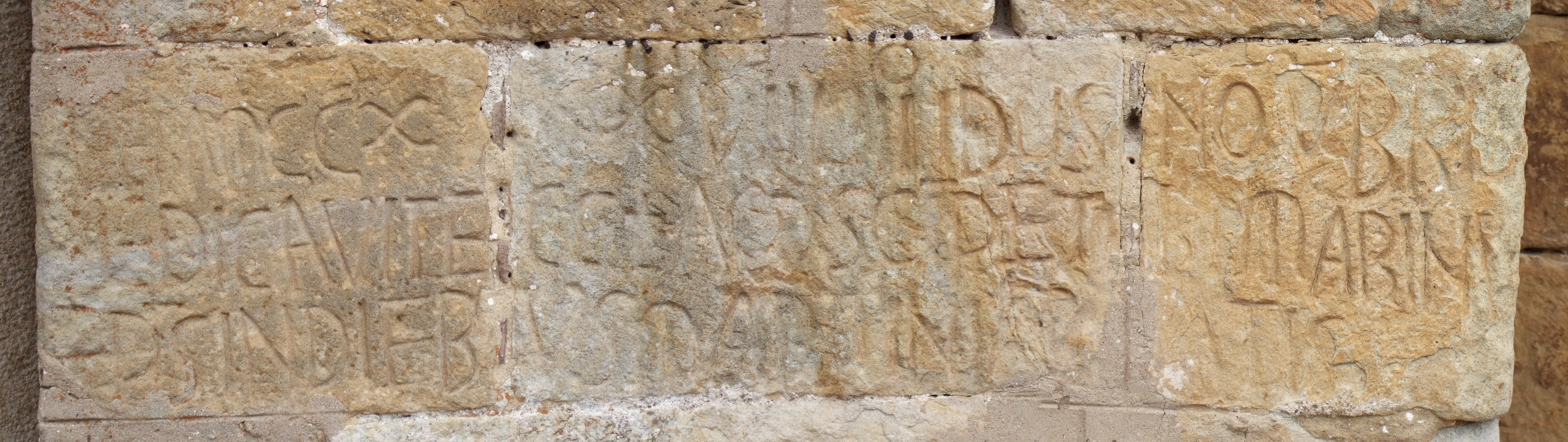

Cuya traducción sería: «El día 7 de noviembre de 1199, el obispo Marino dedicó la iglesia de San Pedro en los días del abad Martín».
Al contrario que la de 1129, en esta inscripción no hay ninguna preparación del espejo epigráfico y el módulo de las letras no es uniforme y forman palabras amontonadas.